# Vincent Assmann
Vincent Assmann (* 18. November 1976 in Heidelberg) ist ein deutscher Filmeditor. 

## Leben
Ab 1999 arbeitete Assmann im Rahmen eines Praktikums für Atlantis-Film in Berlin als Schnittassistent. Zwischen 2000 und 2006 absolvierte er ein Montagestudium an der Hochschule für Film und Fernsehen Potsdam in Potsdam-Babelsberg. 
Für seinen Schnitt des Films Behind The Couch wurde Assmann 2005 mit dem Förderpreis Deutscher Film der Internationalen Hofer Filmtage ausgezeichnet. Ein Jahr später konnte er seinen Abschlussfilm Neun Szenen vorlegen. Seitdem montiert er als freier Editor überwiegend Spielfilme, aber auch andere Filme.
2016 wurde er für Heil mit dem Schnitt-Preis ausgezeichnet. Assmann lebt in Berlin.

## Filmografie (Auswahl)
- 2005: Behind The Couch: Casting in Hollywood (Dokumentarfilm) – Regie: Veit Helmer
- 2006: Neun Szenen – Regie: Dietrich Brüggemann
- 2006: Elbe – Regie: Marco Mittelstaedt
- 2008: Absurdistan – Regie: Veit Helmer
- 2008: Im nächsten Leben – Regie: Marco Mittelstaedt
- 2009: Waffenstillstand – Regie: Lancelot von Naso
- 2009: Ketchup in Tuva: A Transsiberian Treasure Hunt – Regie: Eike Schmitz
- 2010: Renn, wenn du kannst – Regie: Dietrich Brüggemann
- 2011: Baikonur – Regie: Veit Helmer
- 2012: 3 Zimmer/Küche/Bad – Regie: Dietrich Brüggemann
- 2013: Lost Place – Regie: Thorsten Klein
- 2013: Die Frau hinter der Wand – Regie: Grzegorz Muskala
- 2014: Kreuzweg – Regie: Dietrich Brüggemann
- 2014: Quatsch und die Nasenbärbande – Regie: Veit Helmer
- 2015: Twice Upon a Time in the West – Regie: Boris Despodov
- 2015: Heil – Regie: Dietrich Brüggemann
- 2016: Gefangen im Paradies – Regie: Felix Herzogenrath
- 2018: Vom Lokführer, der die Liebe suchte... – Regie: Veit Helmer
- 2019: Nord bei Nordwest – Frau Irmler
- 2020: Nord bei Nordwest – In eigener Sache
- 2020: Der Usedom-Krimi – Nachtschatten
- 2020: Der Usedom-Krimi – Vom Geben und Nehmen
- 2020: Zum Glück gibt’s Schreiner (Fernsehfilm)
- 2020: Tatort: Kein Mitleid, keine Gnade
- 2021: Nö
- 2021: Nachtwald
- 2021: Der Usedom-Krimi: Entführt
- 2021: Das Lied des toten Mädchens
- 2022: Der Taunuskrimi: Muttertag (Filmreihe)
- 2022: Nord bei Nordwest – Canasta
- 2022: Wolfsland: Das dreckige Dutzend
- 2023: Nord bei Nordwest – Natalja
- 2023: Zwei Weihnachtsmänner sind einer zu viel (Fernsehfilm)
- 2024: Die Zweiflers, TV-Serie, ARD Mediathek
- 2025: Nord bei Nordwest – Das Nolden-Haus

## Auszeichnungen
- 2005: Förderpreis deutscher Nachwuchs-Film
- 2016: Filmstiftung NRW Schnitt Preis Spielfilm
- 2016: Preis der deutschen Filmkritik / Beste Montage
- 2024: Deutscher Fernsehpreis / Beste Montage Fiktion (nominiert)